# Es (Beveren)
Es is een gehucht in Melsele, een deelgemeente van Beveren-Kruibeke-Zwijndrecht in de Belgische provincie Oost-Vlaanderen. Het gehucht ligt in het zuiden van Melsele, tegen de grens met Kruibeke. Het ligt ruim 3 km ten zuiden van de dorpskern van Melsele, en slechts zo'n 2,5 km ten noordwesten van het naburige Kruibeke. Het gehucht is gelegen rondom de Veldstraat, Heirbaan en de gelijknamige Esstraat. Buiten de wijk in de Esstraat, is er weinig bebouwing. Er is vooral landbouwgrond aanwezig.
Ten zuiden van Es loopt van zuidwest naar naar noordoost de autosnelweg A14/E17. De Veldstraat loopt aan de zuidkant over de E17. De noordkant van de straat loopt de polders van Melsele in. De Heirbaan loopt in het westen naar Haasdonk en in het oosten naar Zwijndrecht.

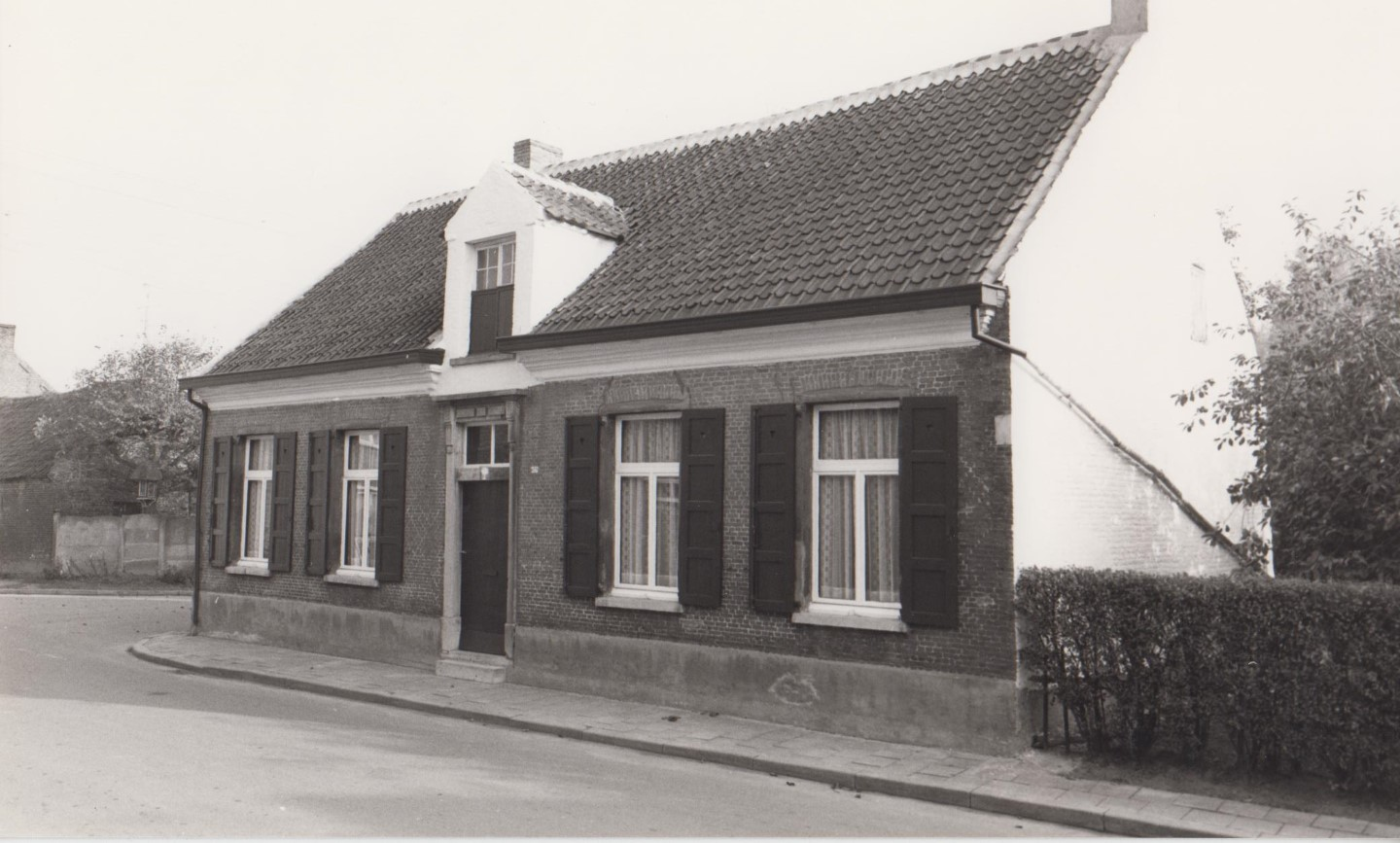
Dorpswoning "den Es" langs de Heirbaan

## Geschiedenis
Op de Ferrariskaart uit de jaren 1770 is hier het gehucht Den Essche weergegeven. De Atlas der Buurtwegen uit 1841 toont het gehucht Den Es; de Vandermaelenkaart uit het midden van de 19de eeuw het gehucht Esch.
Deelgemeenten: Bazel · Beveren · Burcht · Doel · Haasdonk · Kallo · Kieldrecht · Kruibeke · Melsele · Rupelmonde · Verrebroek · Vrasene · Zwijndrecht

Overige dorpen en gehuchten: Beestenhoek · Bloempot · De Bank · Doorn · Es · Gaverland ·  Geslecht · Groot Laar · Halve Maan · Hoogeinde · Hoogstraat · Kalishoek (Doel) · Kalishoek (Melsele) · Kemphoek · Klein Laar · Melseledijk· Mosselbank (Haasdonk) · Mosselbank (Vrasene) · Nieuwe Parochie · Ouden Doel · Oudendijk · Ponjaard · Prosperpolder · Puiput · Rapenberg · Rapenburg · Saftingen · Sint-Antoniushoek · Smoutpot · Stenen Kruis · Tijskenshoek · Vendoorn · Verrebroekse Blikken · Vijfstraten · Vliegenstal · Voshoek · Westakkers · Wilden Haan · Zillebeek · Zwaantje

Belgische gemeenten · Arrondissement Sint-Niklaas · Oost-Vlaanderen · Vlaanderen